# Un mondo in pericolo
Un mondo in pericolo è un film documentario svizzero del 2012 diretto da Markus Imhoof. Il film ha concorso per l'Oscar al miglior film straniero 2014 senza però entrare nelle cinque nomination.

## Trama
Il documentario è incentrato sulle api, e approfondisce il tema di come la loro sopravvivenza sia sempre più a rischio. Ha inoltre come obiettivo quello di mostrare il difficile rapporto tra le api e gli esseri umani e, più in generale, il rapporto tra l'uomo e natura.
Nel film vengono mostrate diverse arnie in giro per il mondo, in particolare in California, Cina, Svizzera e Australia.

## Distribuzione
Il film è stato presentato per la prima volta al Festival del film Locarno l'11 agosto 2012. In seguito è stato proiettato nei cinema svizzeri a partire dal 25 ottobre 2012 e in quelli tedeschi a partire dall'8 novembre dello stesso anno.
In Italia è uscito direttamente in DVD il 6 marzo 2014.